# Neue Donau (metropolitana di Vienna)
Neue Donau è una stazione della linea U6 della metropolitana di Vienna situata nel 21º distretto.

## Descrizione
La fermata è stata inaugurata il 4 maggio 1996 come parte del prolungamento settentrionale della linea metropolitana U6 da Nußdorfer Straße a Floridsdorf e si trova nei pressi del canale artificiale Nuovo Danubio realizzato tra il 1972 e il 1988 a protezione dalle piene del Danubio.
La stazione è parallela ai binari della Stammstrecke e si trova sopra alla Donauufer Autobahn, tra Hubertusdamm e Rollerdamm. Le uscite conducono direttamente al passaggio pedonale sotto Georg-Danzer-Steg.
L'accessso ai treni avviene da banchine laterali che sono collegate agli ingressi al piano stradale da scale fisse e ascensori.
La stazione registra la massima affluenza durante il Festival annuale della Donauinsel: in questa occasione, le Wiener Linien e la polizia istituiscono un servizio di gestione del traffico pedonale, per agevolare il deflusso dei passeggeri in sicurezza.
Nei pressi della stazione si trova il Centro islamico di Vienna, la prima moschea costruita ufficialmente in Austria nel 1979.

## Ingressi
- Neue Donau
- Strandbäder